# إنهاء الاستعمار في الأمريكتين

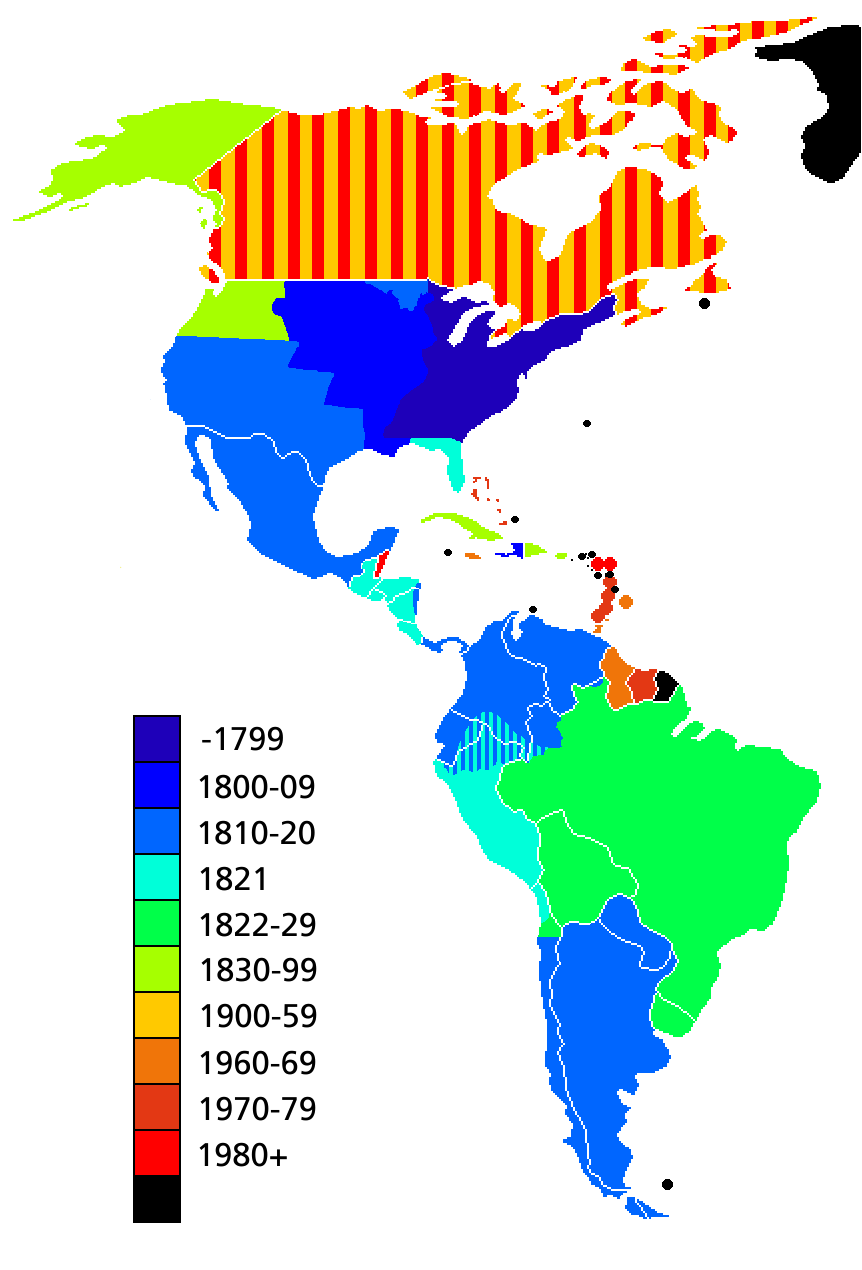
تاريخ استقلال كل منطقة في الأمريكتين. لاحظ أن الولايات المتحدة لم تكمل توسعها القاري حتى عام 1867، وأن كندا لم تحقق سيادتها الكاملة كدولة مستقلة حتى 1982.

تشير عبارة إنهاء أو  تصفية الاستعمار في الأمريكتين إلى العملية التي أفضت إلى كسب دول القارتين الأمريكيتين لاستقلالها من الحكم الأوروبي. كانت الثورة الأمريكية هي الأولى في الأمريكتين، وجاءت الهزيمة التي لحقت بالبريطانيين في الحرب الثورية الأمريكية (1775-1783) بمثابة نصر مفاجئ على دولة كبرى. تبع ذلك نشوب الثورة الفرنسية في أوروبا، وكان لهذه الأحداث المتعاقبة آثار جمعية عميقة على المستعمرات البريطانية والإسبانية والبرتغالية والفرنسية في الأمريكتين. أعقبت ذلك موجة ثورية نجم عنها إحداث عدد من الدول المستقلة في أمريكا اللاتينية، وقد دامت الثورة الهايتية من عام 1791 حتى عام 1804 وأفضت إلى استقلال مستعمرة العبيد الفرنسية. وتسببت حرب الاستقلال الإسبانية ضد فرنسا، التي نجمت عن احتلال نابليون لإسبانيا، بتشكيك الكريول الإسبان في أمريكا الإسبانية بولائهم لإسبانيا، مما أذكى حركات تحرر بلغت ذروتها في حروب استقلال أمريكا الإسبانية العديدة، التي دامت نحو عقدين من الزمن. وفي الوقت نفسه، انتقلت المَلكية البرتغالية إلى البرازيل خلال الاحتلال الفرنسي للبرتغال. وبعد عودة البلاط الملكي إلى لشبونة، بقي الأمير الوصي على العرش، بيدرو، في البرازيل ونجح عام 1822 بإعلان نفسه إمبراطور على البرازيل المستقلة حديثًا. وعلى الرغم من أن الروس أداروا هم أيضًا حصونًا في كاليفورنيا وهاواي، فقد بيعت معظم مساحة أمريكا الروسية للولايات الأمريكية في عام 1867 وتحولت إلى ألاسكا.
ولقد خسرت إسبانيا مستعمراتها الكاريبية الثلاث المتبقية بحلول نهاية العقد الأول من القرن التاسع عشر، وأعلنت سانتو دومينجو الاستقلال في عام 1821 باسم جمهورية هايتي الإسبانية. وبعد التوحد ثم الانفصال عن مستعمرة هايتي الفرنسية سابقًا، وقّع رئيس جمهورية الدومينيكان اتفاقية أعادت الدولة إلى اعتبارها مستعمرة إسبانية في عام 1861. وقدح ذلك زنادَ حرب الإصلاح الدومينيكية، التي انتهت إلى الاستقلال الثاني لجمهورية الدومينيكان عن إسبانيا في عام 1865. وقد ناضلت كوبا من أجل الاستقلال عن إسبانيا في حرب السنوات العشر (1868-1878) والحرب الصغيرة (1879-1880). وتحول التدخل الأمريكي الذي حدث في عام 1898 إلى الحرب الأمريكية الإسبانية التي أدت إلى استحواذ الولايات المتحدة على بورتوريكو (التي ما تزال منطقة تابعة للولايات المتحدة) وغوام وجزر الفلبين في المحيط الهادي. وتحت الاحتلال العسكري، أصبحت كوبا محمية أمريكية حتى نالت استقلالها عن الولايات المتحدة في عام 1902.
بات الاستقلال السلمي الناتج عن الانسحاب الطوعي للقوى الاستعمارية هو النموذج المعتاد في النصف الثاني من القرن العشرين، بيد أنه ما يزال ثمة العديد من المستعمرة البريطانية والهولندية في أمريكا الشمالية (معظمها في جزر الكاريبي)، وقد دمجت فرنسا معظم مستعمراتها السابقة بشكل كامل على اعتبارها أقاليم دستورية تمامًا من فرنسا.

## الظروف السابقة للثورة

### تقويض سلطة العاصمة
خلال القرن الثامن عشر، استعادت إسبانيا جزءًا كبيرًا من القوة التي خسرتها في القرن السابع عشر، غير أن مواردها كانت تحت ضغط بسبب الحرب المتواصلة في أوروبا منذ عام 1793. أدى ذلك إلى تزايد المشاركة المحلية في تمويل الدفاع، وتزايد الانتساب إلى الميليشيات من قبل الأشخاص المولودين في البلاد، وكانت هذه الظاهرة متعارضة مع مُثل الملكية المطلقة المركزية. ولقد أقدم الإسبان كذلك على تنازلات رسمية بهدف تقوية الدفاع: فوعدت السلطات الإسبانية في تشيلوي بمنح الحرية من نظام عمل «إنكومييندا» للسكان الأصليين الذين استوطنوا قرب معقل أنكود الجديد (تأسس عام 1768) وساهموا في الدفاع عنه. وكان من شأن التنظيم المحلي المتزايد للدفاعات أن يقوض سلطة العاصمة ويشكل ركيزة داعمة لحركة التحرر نهاية الأمر.

### الحروب النابليونية
كانت الحروب النابليونية سلسلة من الحروب خيضت بين فرنسا (بقيادة نابليون بونابرت) وأحلاف شملت بريطانيا وبروسيا وإسبانيا والبرتغال وروسيا والنمسا في أوقات مختلفة بين عامي 1799 و1815.
في حالة إسبانيا ومستعمراتها، أسر نابليون في عام 1808 الملك كارلوس الرابع والملك فيرناندو السابع، وولى شقيقه جوزيف بونابرت على العرش الإسباني لأنه لم يرد لأي شخص من خارج سلالته أن يحكم إسبانيا. أرق هذا الحدث الاستقرار السياسي في إسبانيا وقطع صلتها ببعض المستعمرات التي كانت موالية لعائلة بوربون الملكية. أخذت النخب المحلية، الكريول، الأمور على عاتقها، فنظموا أنفسهم في مجالس حاكمة ليتولوا «في غياب الملك، فيرناندو السابع، سيادتهم التي تعود مؤقتًا إلى الجماهير». أقسمت المجالس الحاكمة على الولاء للملك الأسير فيرناندو السابع، وحكم كل منها أجزاء مختلفة ومتنوعة من المستعمرة. كان معظم رعايا فيرناندو موالين له في عام 1808، لكن بعد إعادته إلى التاج الإسباني عام 1814، تسببت سياسته الهادفة إلى استعادة السلطة المطلقة في نفور المجالس الحاكمة ومرؤوسيه معًا. ألغى دستور كاديث الصادر عام 1812 واضطهد كل من كان قد سانده آنذاك. وكان من شأن العنف الذي لجأت إليه القوات الملكية وأرجحية الخضوع لحكم فيرناندو أن حولت أغلبية سكان المستعمرة إلى الرغبة في الانفصال عن إسبانيا. جاءت ردود فعل النخب المحلية على الملكية المطلقة شبيهة جدًا بردود الفعل التي بدرت من نخب المستعمرات البريطانية، سواء أكانوا من مؤيدي حزب المحافظين أم من مؤيدي حزب الأحرار، على تدخل لندن قبل عام 1775.

### الوجود العسكري لإسبانيا في مستعمراتها
كان جيش الإمبراطورية الإسبانية الاستعماري في الأمريكتين يتألف من موالين محليين للملك فيرناندو من الأمريكيين والأوروبيين، وشكل الملكيون شريحة من المجتمع موالية للتاج ألف الأمريكيون فيها الغالبية من القوى الملكية على جميع الجبهات. كان ثمة نوعان من الوحدات العسكرية: تلك التي تنتمي إلى الجيش الإسباني النظامي والتي أرسِلت أو شُكلت من الأوروبيين المحليين وأطلِق عليها اسم الحملات (بالإسبانية: Expidicionarios)، ووحدات سُميت بالمحاربين أو الميليشيات وأنشِئت في الأمريكتين، وقد ضمت الميليشيات بعض وحدات المحاربين القدماء وسُميت الميليشيا المنضبطة. شكل الأمريكان والأوروبيون البيض نسبة لم تتجاوز 11% من مجموع المنتسبين إلى الميليشيات. وبعد ثورة رفائيل ديل رييغو في عام 1820 توقف إرسال الجنود الإسبان لخوض الحروب في الأمريكتين. في عام 1820، كان ثمة 10 آلاف جندي فقط في الجيش الملكي في كولومبيا وفنزويلا، ولم يشكل الإسبان سوى 10% من مجمل الجيوش المساندة للملكية، وكان نصف جنود الحملات فقط من الأوروبيين. وباندلاع معركة أياكوتشو عام 1824، شكل الأوروبيون أقل من 1% من الجنود.

### عوامل أخرى
قدح التنوير زناد الرغبة في امتداد الإصلاح الاجتماعي والاقتصادي في أنحاء الأمريكتين وشبه الجزيرة الإيبيرية، وتسبب في صعود أفكار حول التجارة الحرة والاقتصادات الفيزيوقراطية.
يمكن تعقب بدء حركة التحرر في أمريكا الجنوبية تاريخيًا ونسبها إلى ثورات العبيد في المزارع الواسعة في أقصى شمال القارة والبحر الكاريبي. ففي عام 1791، أشعلت ثورة عبيد مهيبة فتيلَ عصيان عام ضد نظام اقتصاد المزارع والنفوذ الاستعماري الفرنسي. تلت هذه الأحداث انتفاضة عنيفة قادها خوسيه ليوناردو تشيرينو وخوسيه كاريداد غونزاليس واندلعت في فينزويلا عام 1795، ويُزعم أنها استمدت الإلهام من الثورة في هايتي.
وُلد توسان لوفرتور عبدًا في سان دومينغ حيث تطورت مهاراته العملية ومنحته امتيازات على بقية العبيد. توصل بفضل مزاياه الفكرية والجسدية إلى الترقي وامتلاك أرض وعبيد خاصين به. وفي عام 1971، قام العبيد في هايتي بثورة للمطالبة باستقلالهم عن ملّاكهم الفرنسيين. انضم لوفرتور إلى الثورة بصفة مسؤول عسكري رفيع المستوى، مضمرًا نية إلغاء العبودية دون إرساء استقلال كامل. لكن اتضح بعد ذلك، من خلال سلسلة من الرسائل كتبها توسان، أنه بات منفتحًا تجاه الحقوق الإنسانية المتساوية لجميع من يعيشون في هايتي. وبطريقة مشابهة لتلك التي صُدّق بها على دستور الولايات المتحدة، أحدثت أفكار التنوير المتعلقة بالمساواة والتمثيل الشعبي أثرًا مهد لتغيير الوضع الراهن الذي تسبب في اندلاع الثورة. فردت الرسالة تفاصيل المخاوف التي شعر بها نتيجة تبدلٍ ذي سمة محافِظة ساد في الهيئة التشريعية الفرنسية عقب الثورة في عام 1797، وكان جل خوفه يتمثل في إمكانية أن توحي هذه القيم المحافظة للحكومة الفرنسية بأفكار تحثها على إعادة العبودية. ولقد برهن التنوير أنه غير الطريقة التي تفكر بها المجتمعات الأسيرة إلى الأبد بعد أن رفض لوفرتور أن يعيده الفرنسيون هو وشعبه إلى العبودية. «بعد أن حل حكم القانون أخيرًا محل الفوضى التي رزحت تحتها المستعمرة التعيسة لوقت طويل، فأي قدر مشؤوم تراه ذلك الذي قاد أكبر أعداء ازدهارها وسعادتنا حتى يتجرأ بعد على تهديدنا بعودة العبودية؟». لقد ألغيت العبودية بشكل نهائي في المستعمرات الفرنسية عام 1794، وأعلنت هايتي استقلالها عن فرنسا في عام 1804.

## الولايات المتحدة الأمريكية
أعلنت الولايات المتحدة الأمريكية استقلالها عن بريطانيا العظمى في تاريخ 4 يوليو 1776، وأصبحت بذلك أول دولة مستقلة معترف بها من قبل الدول الأخرى في الأمريكتين وأول كيان استعماري أوروبي تحرر عن دولته الأم. أقرت بريطانيا باستقلال الولايات المتحدة رسميًا في عام 1783 بعد هزيمتها في حرب الاستقلال الأمريكية، وشجع انتصار الولايات المتحدة حركات التحرر في أجزاء أخرى من الأمريكتين.
وعلى الرغم من أن سيادتها كانت تشمل الأرض الواقعة إلى الشرق من المسيسيبي بين كندا وفلوريدا فقط، فقد انتهى المطاف بالولايات المتحدة لاحقًا إلى انتزاع مناطق مختلفة أخرى في أمريكا الشمالية من قبضة البريطانيين والفرنسيين والإسبان والروس خلال السنوات التالية، محررة هذه المناطق التي كانت تحت السيطرة الأوروبية من الاستعمار بشكل فعال.

## هايتي وجزر الأنتيل الفرنسية
كان للثورتين الأمريكية والفرنسية أثر عميق على المستعمرات الإسبانية والبرتغالية والفرنسية في الأمريكتين. وكانت هايتي، وهي مستعمرة عبيد فرنسية، أول من تبع الولايات المتحدة إلى الاستقلال، خلال الثورة الهايتية، التي استمرت من عام 1791 حتى عام 1804. وعقب إحباط مساعي نابليون بونابرت إلى إعادة تشييد إمبراطورية فرنسية في أمريكا الشمالية، أقدم على بيع لويزيانا للولايات المتحدة وحوّل تركيزه منذئذ إلى الساحة الأوروبية، وبذلك تحددت نهاية مطامح فرنسا إلى بناء إمبراطورية استعمارية في النصف الغربي من الكرة الأرضية.